# Gebäudeversicherer
Die Gebäudeversicherer bestehen in der Schweiz seit 1805 (Kanton Aargau) und verwalten die obligatorischen Gebäudeversicherungen. 
In den Jahren nach 1805 wurden dann in den meisten Kantonen eigenständige Gebäudeversicherer gegründet. Zuvor erhielten Besitzer abgebrannter Häuser den sogenannten Brandbettel, der sie zum Betteln berechtigte. Heute gibt es 19 kantonale Gebäudeversicherer in der Schweiz (in den übrigen 7 Kantonen wird die Funktion der Gebäudeversicherer durch die Privatassekuranz wahrgenommen). Diese Kantone ohne eigene Gebäudeversicherung werden GUSTAVO-Kantone genannt. Die Namen stehen für die Kantone Genf, Uri, Schwyz, Tessin, Appenzell Innerrhoden, Wallis (Valais) und Obwalden. Eine Ausnahme bildet der Bezirk Oberegg im Kanton Appenzell Innerrhoden, welcher im Gegensatz zum Rest des Kantons ein Versicherungsobligatorium bei der zur Bezirksverwaltung gehörenden Gebäudeassekuranz des Bezirkes Oberegg kennt.
Die Gebäudeversicherer sind öffentlich-rechtliche, finanziell selbständige Unternehmen. Sie werden nach privatwirtschaftlichen Grundsätzen geführt, wobei der Risikoausgleich und die Solidarität unter den Hauseigentümern im Zentrum steht. 
Die Gebäudeversicherer finanzieren sich ausschliesslich über die Prämieneinnahmen aller Gebäudeeigentümer im jeweiligen Kanton sowie über Kapitalerträge der angelegten Versicherungsprämie. 
Die unterschiedlichen kantonalen Gebäudeversicherungsgesetze verschaffen den Gebäudeversicherern ein für das jeweilige Kantonsgebiet geltende Versicherungsmonopol. Dieses Monopol ist einerseits historisch gewachsen (und bewährt) und dient andererseits zumindest teilweise dem öffentlichen Interesse und wird daher als rechtlich zulässig betrachtet.
Bedingt durch die unterschiedliche Grösse der Kantone, haben die Gebäudeversicherer zwischen 40 und 120 Mitarbeiter und ein Prämienvolumen von 20–100 Millionen SFr. Zu den größeren (nach Umsatz) gehören die Gebäudeversicherung Kanton Zürich und die Gebäudeversicherung Bern.
Zusätzlich beschäftigen die Gebäudeversicherer jeweils zwischen 30 und 120 Schätzungsexperten und rund 50 bis 180 weitere Fachleute wie, Blitzschutzbeauftragte, Feuerwehrinspektoren und Brandschutzsachverständige im Nebenamt.
Im Kanton Aargau verwaltet die Aargauische Gebäudeversicherung (AGV) zusätzlich zu den Abteilungen Gebäudeversicherung, Brandschutz und Feuerwehrwesen die Kantonale Unfallversicherung, die einzige Unfallversicherung für Angestellte des Kantons Aargau. Die AGV hat per 1. Januar 2008 das Aargauische Versicherungsamt (AVA) übernommen. Gleichzeitig trat mit dieser Übernahme das neue Gebäudeversicherungsgesetz in Kraft.